# Moris Maurin
Moris Maurin, właśc. Maurice Maurin (ur. 23 października 1928 w Paryżu, zm. 15 maja 2018) – francuski zakonnik, członek zgromadzenia Małych Braci Jezusa, były przełożony polskiej wspólnoty Braci.
Związany z Braćmi od 1953, wstąpił do zgromadzenia w 1955 i przyjął imię Maurice Maria od Jezusa, śluby wieczyste złożył w 1961, święcenia kapłańskie przyjął 11 czerwca 1973. Przebywał m.in. we Francji, Maroku i Algierii. W latach 1966–1972 był jednym z asystentów generalnych przeora - brata René Page, pierwszego następcy brata René Voillaume na tym stanowisku, w latach 1963–1969 i 1972–1979 odpowiadał za studia Braci we fraterni w Tuluzie. W latach 60. zaprzyjaźnił się z Jacquesem Maritainem, który zamieszkał w Tuluzie razem z braćmi.
W 1978 przyjechał pierwszy raz, a od 1979 systematycznie odwiedzał Polskę. W 1990 zamieszkał na stałe w polskiej wspólnocie Braci, najpierw na warszawskiej Pradze, następnie w Izabelinie, pełniąc służbę przełożonego. Spolszczył swoje imię i przyjął polskie obywatelstwo. Po przejściu na emeryturę był czynnym rekolekcjonistą, pozostając wiernym charyzmatowi „ubogiego pośród ubogich”.
Był autorem książek Brat Karol de Foucauld (1997), Za Jezusem z Nazaretu. Rekolekcje z małymi braćmi i siostrami Jezusa (2000), Żyć kontemplacją w sercu świata (2005), Wierzę w Kościół (2006) oraz autobiografii Z powodu Jezusa i Ewangelii (2010). W 2007 otrzymał Nagrodę im. księdza Józefa Tischnera za książkę Wierzę w Kościół.
Został pochowany na miejscowym cmentarzu w Izabelinie.